# Karel Novák (fotbalista)
Karel Novák (9. prosince 1925 – 13. listopadu 2007) byl český fotbalista, útočník, reprezentant Československa, sportovní fotograf a filmař. Za československou reprezentaci odehrál roku 1952 dvě utkání. V lize odehrál čtrnáct utkání a dal čtyři góly. Hrál za ŠK Slovan Bratislava (1953), Spartu Praha (1953) a Bohemians (1954). Jeho fotbalovou kariéru ukončilo zranění.
Ještě jako hráč začal fotografovat a filmovat, což se později stalo jeho hlavním povoláním. Poprvé fotil dvojzápas československé fotbalové reprezentace v Albánii v roce 1952. Jak ovládat fotoaparát se naučil těsně před odjezdem z Prahy, v parčíku před Hlavním nádražím. Jeho učitelem byl tehdy už známý sportovní fotograf Jaroslav Skála.
V letech 1978–1990 byl fotografem týdeníku Gól. Jeho film Filmování zakázáno o zimních olympijských hrách 1956 získal hlavní cenu na festivalu sportovních filmů v Cannes.[zdroj?] Roku 1995 získal Cenu Václava Jíry. Působil také jako oficiální fotograf fotbalového svazu.
Karel Novák, původně vyučený malíř pokojů, fotografoval na osmi olympiádách. Fotil například Danu a Emila Zátopkovy, Olgu Fikotovou, Věru Čáslavskou nebo československé hokejisty na MS 1969. V roce 2007 se dočkal výstavy v Národním muzeu. Spolu s ním své snímky vystavilo dalších šest fotoreportérů, kteří od 60. let 20. století určovali směr české sportovní fotografie. V roce 2022 vyšla o Novákově díle kniha nazvaná Karel Novák: malíř sportu.

## Fotografie v publikacích
- DAVÍDEK, Josef. Země, stadióny, rekordy: se sportem padesáti zeměmi. Praha: Olympia, 1976. 282 s., 16 nečísl. s. obr. příloh.
- FIALA, Miloš a VRÁNA, Jan. Sparta v Americe. Praha: STN, 1966. 79 s., [176] s. obr. příl. a barev. obr. příl.
- HAMÁČEK, Miroslav, ed. a NOVÁK, Karel, ed. a fot. Album úspěšných sportovců za 20 let sjednocené tělovýchovy: 1948–1968. Praha: VTJ Dukla, 1968. [63] s., [30] s. obr. příl.
- HOUŠKA, Jaroslav a ZEMÁNEK, Vladimír. Fotbal na prodej. Fotografie Karel Novák et al. Praha: Eminent, 1996. 224 s. ISBN 80-85876-24-8.
- JEŽEK, Ladislav a MACKŮ, Jiří, ed. Mistrovství světa v kopané 1986. Fotografie Karel Novák, Dáša Nováková. Praha: Olympia, 1987. 333 s.
- JEŽEK, Václav a JEŽEK, Miroslav. Václav Ježek – s míčem v erbu. Praha: Olympia, 1999. 135 s., [8] s. barev. obr. příl. ISBN 80-7033-590-4.
- MACHO, Milan a URBAN, Ivo. Zlatý míč. Fotografie Karel Novák et al. 2. vyd. Praha: Olympia, 1987. 220 s. Stadión, sv. 23.
- NOVÁK, Jaromír a JOSEF, Ladislav. EURO 96: 10. mistrovství Evropy v kopané: Anglie, 8.–30. 6. Praha: Olympia, 1996. 123 s. ISBN 80-7033-421-5.
- NOVÁK, Karel a JELÍNEK, Václav. Olympijské Tokio [ve fotografiích Karla Nováka]. Praha: Sportovní a tělovýchovné nakladatelství, 1965. 51 s., [60] s. obr. příl.
- PEŠTA, Jaroslav. Od Pláničky k Čechovi: medailonky fotbalových brankářů, kteří oblékli reprezentační dres. Fotografie Karel Novák. Praha: Radix, 2004. 108 s. ISBN 80-86031-52-7.
- POSPĚCH, Tomáš. Karel Novák: malíř sportu. Praha: PositiF, 2022. 271 s. ISBN 978-80-87407-39-4.
- PROCHÁZKA, Karel. Fotbal to je hra: světový fotbal v obrazech. Fotografie Karel Novák et al. Praha: Olympia, 1984. 358 s.
- PROCHÁZKA, Karel. Zimní olympijské hry: od Chamonix 1924 k Lake Placid 1980. Praha: Olympia, 1982. 300 s.

aj.